# Soluňské příměří

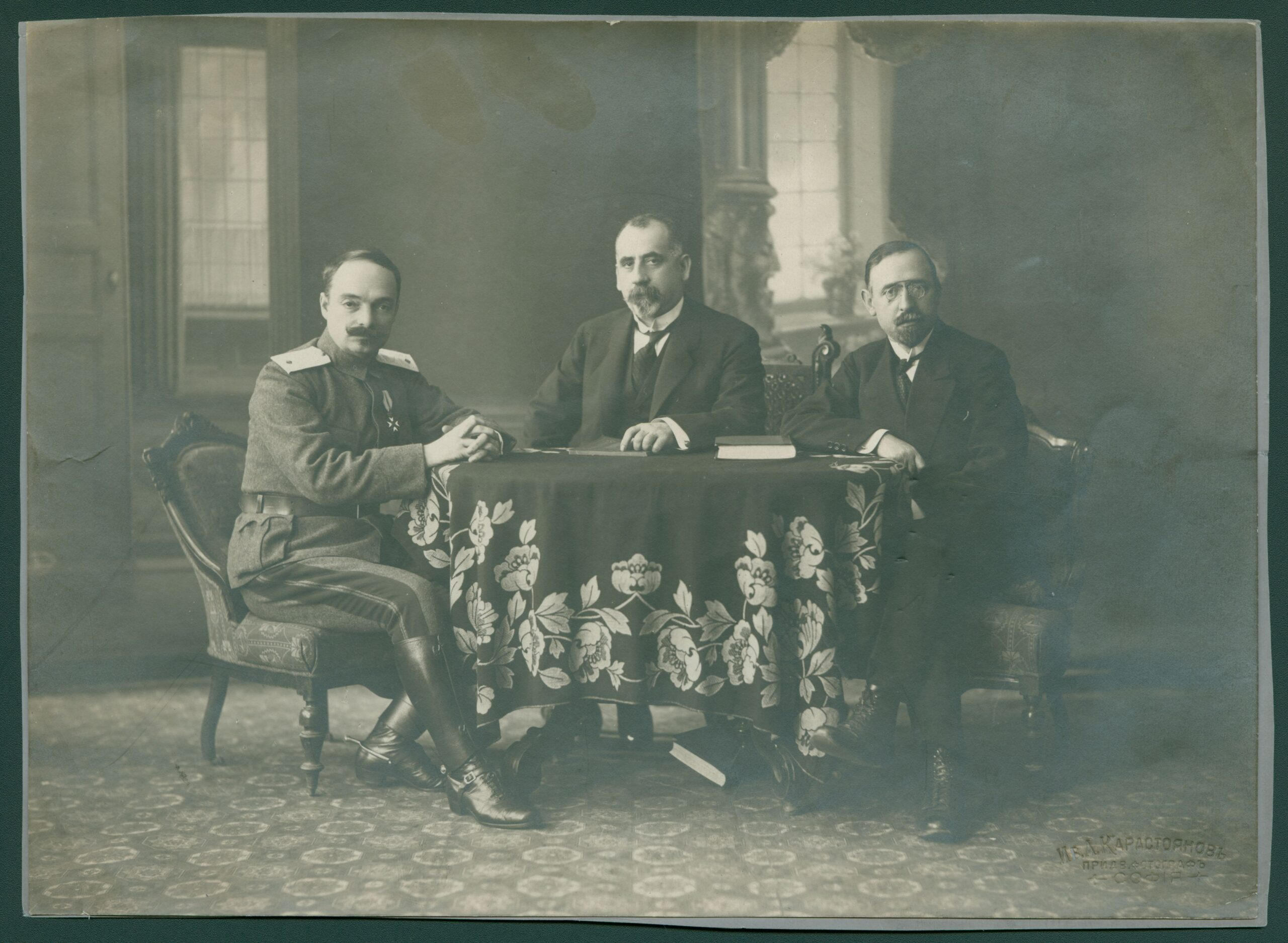
Bulharští vyjednavači generál Ivan Lukov, Andrej Ljapčev a Simeon Radev

Soluňské příměří ukončilo boje první světové války mezi Dohodou a poraženým Bulharskem. Smlouva byla podepsána 29. září 1918 v Soluni a zastavení bojů vstoupilo v platnost o půlnoci následujícího dne. Na základě příměří byly odzbrojeny a demobilizovány bulharské jednotky, které měly vyklidit okupované oblasti v Srbsku a Řecku. Bulharší vojáci, kteří zůstali na západ od řeky Vardar, měli skončit v zajetí dohodových armád. Bulharsko se dále zavázalo, že z jeho území do čtyř týdnů odejdou všichni němečtí a rakousko-uherští vojáci. Na základě přidaného tajného protokolu směla navíc Dohoda využívat bulharské území, železnice, silnice a přístavy pro přesuny svých vojenských sil. Za Dohodu příměří podepsal francouzský generál Louis Franchet d'Espèrey, za Bulharsko generál Ivan Lukov, člen vlády Andrej Ljapčev a diplomat Simeon Radev.
Bulharsko bylo k zastavení války donuceno postupem vojsk Dohody, porážkou u Dobrého Pole a následnou vzpourou části vyčerpané armády. Vláda premiéra Alexandara Malinova začala s dohodovými státy o kapitulaci jednat 24. září a 27. září dorazila bulharská delegace vedená Ljapčevem na jednání do štábu d'Espèreyovy armády v Soluni. K podpisu příměří došlo 29. září, tedy v den, kdy Dohoda obsadila Skopje a bulharští povstalci napadli Sofii. 3. října se car Ferdinand I. vzdal trůnu ve prospěch svého syna Borise.
Kapitulace Bulharska, které jako první vystoupilo z aliance Ústředních mocností, předznamenala pád Osmanské říše, která byla ke stejnému kroku donucena 30. října. Během mírových jednání na konferenci v Paříži byla mírová smlouva smlouva s Bulharskem podepsána v Neuilly-sur-Seine 27. listopadu 1919.